# بيتكوين جولد
بيتكوين جولد (بالإنجليزية: Bitcoin Gold (BTG))‏ هي عملة معماة مفتوحة المصدر ومتفرعة من البيتكوين، وهي غير مرتبطة ببنك مركزي أو وسيط، ويمكن إرسالها من مستخدم إلى آخر عبر شبكة بيتكوين جولد ند لند.